# Северная (приток Пашийки)
Северная — река в Горнозаводском городском округе Пермского края, приток Пашийки. Впадает в Пашийку справа, в 2,8 км от её устья. Длина реки 14 км. Истоки Северной в лесах у нежилого посёлка Зыковский, от истока течёт на юго-восток, затем на юг по горному рельефу. Абсолютная высота истока 282,4 м, устья 247,0 м. Основной приток — река Талая, впадает слева в 5,5 км от устья.

## Данные водного реестра
По данным государственного водного реестра России, река относится к Камскому бассейновому округу, речной бассейн — Кама, речной подбассейн реки — бассейны притоков Камы до впадения Белой, водохозяйственный участок реки — Чусовая от в/п пгт. Кын до устья. Код объекта в государственном водном реестре — 10010100712111100011887.